# Suikyū yankīsu
Suikyū yankīsu (水球ヤンキース?, conosciuto anche con il titolo internazionale Water Polo Yankees) è un dorama stagionale televisivo giapponese del 2014, con Yūto Nakajima e Yūya Takaki degli Hey! Say! JUMP, Sakurako Ōhara e Kento Yamazaki. È la prima serie TV nipponica a tema sportivo ad essere incentrata sulla pallanuoto. La serie è andata in onda dal 12 luglio al 20 settembre del 2014 per un totale di 10 episodi.
A partire dagli anni 1980 il termine "yankee" in Giappone si riferisce ai giovani delinquenti. Sono un argomento frequente per i manga (stereotipati con capelli biondi tinti, membri di una banda e armati di bastoni che trasportano con sé ovunque vadano).

## Trama
Inaba è cresciuto all'estero, ma fin dalla sua prima infanzia aveva sempre pensato che gli "yankees" fossero gli eroi più forti di tutti all'interno della società. È stato anche notevolmente influenzato dai "manga yankee giapponesi" che ha letto avidamente. A causa delle sue esperienze interiori in tal modo maturate è pieno di spirito cavalleresco, pronto ad imitare i suoi eroi yankee.
Egli giunge in Giappone per trascorrere un anno in una scuola superiore nazionale. Viene trasferito per propria scelta in un liceo tecnico la cui posizione è notoriamente conosciuta per essere il centro della "supremazia della pallanuoto"; l'istituto tuttavia è però anche al centro del biasimo generale, sull'orlo costante della chiusura, una scuola in rovina piena - così almeno gli sembra a prima vista - ricolma di studenti delinquenti del tutto simili ai suoi amati "yankee".
Naoya ammira quella scuola anche perché uno "yankee", che ha molto ammirato quand'era ancora poco più di un bambino, ha frequentato a suo tempo proprio quell'istituto; ma ben presto si rende conto che non ci sono veri yankee da additare come figure eroiche, vi sono solo degli adolescenti problematici che trascorrono lì i loro giorni vuoti e senza alcun senso di responsabilità e del futuro comune: niente di più.
Inaba rimane pertanto fortemente deluso dalla situazione che lo circonda; comincia quindi a spremersi le meningi per trovare una soluzione e cercare di fare qualcosa al riguardo. Quando gli capita casualmente di giocare a pallanuoto, decide di ricostruirvi il club; questo è difatti uno dei suoi sport preferiti. In tal maniera sembra davvero aver finalmente ritrovato uno scopo su cui concentrarsi e vivere guardando più positivamente verso il futuro che lo attende.

## Cast addizionale
- Kanna Hashimoto - se stessa
- Yuichi Yasoda: Soseki Irie
- Kazuki Shimizu: Hajime Tsuchino
- Keisuke Tomita: Shohei Kosaka
- Hideyuki Kasahara: Kosuke Kato
- Masayo Umezawa: Shizuko
- Shoko Ikezu: Shizuka Iwasaki
- Sarutoki Minagawa: Toshio Iwasaki
- Tetsuhiro Ikeda: Ozu (ep.1,9-10)
- Takashi Ukaji: Hitoshi Samejima (ep.8)
- Seiya Osada: Sudo (ep.9-10)

## Musica
- Colonna sonora: Asu e no Yell degli Hey! Say! JUMP

## Ascolti
| Episodio | Data di trasmissione | Dati Video Research, Ltd. (Regione del Kanto) |
| -------- | -------------------- | --------------------------------------------- |
| 1        | 12 luglio 2014       | 8,8%                                          |
| 2        | 19 luglio 2014       | 7,2%                                          |
| 3        | 2 agosto 2014        | 5,6%                                          |
| 4        | 9 agosto 2014        | 6,7%                                          |
| 5        | 16 agosto 2014       | 8,1%                                          |
| 6        | 23 agosto 2014       | 5,6%                                          |
| 7        | 30 agosto 2014       | 5,4%                                          |
| 8        | 6 settembre 2014     | 5,7%                                          |
| 9        | 14 settembre 2015    | 5,6%                                          |
| 10       | 20 settembre 2014    | 7,5%                                          |
| Media    | Media                | 6.6%                                          |

Fonti:Video Research, Ltd.